# Джихангір (мечеть)
Мечеть Джихангір (тур. Cihangir Camii) — мечеть в мікрорайоні Джихангір району Бейоглу в європейській частині Стамбула. Повністю зруйнована під час пожежі, а на її місці за наказом Абдул-Азіза Саркісом Бальяном побудована мечеть у неокласичному стилі.

## Історія
Побудована за наказом султана Сулеймана Кануні на згадку про його молодшого сина шехзада Джихангіра в 1559 знаменитим архітектором Сінаном.
Була кілька разів зруйнована внаслідок пожеж та землетрусу та відновлювалася. Останній раз, після повного руйнування, заново збудована Саркісом Бальяном за наказом Абдул-Азіза у 1874. Нова мечеть мала кубічний вигляд із високим куполом. Мінарет, що стоїть на схід від самої мечеті, побудований в 1928. Сама будівля мечеті реставрувалася в 1889 за наказом Абдул-Хаміда.

## Галерея

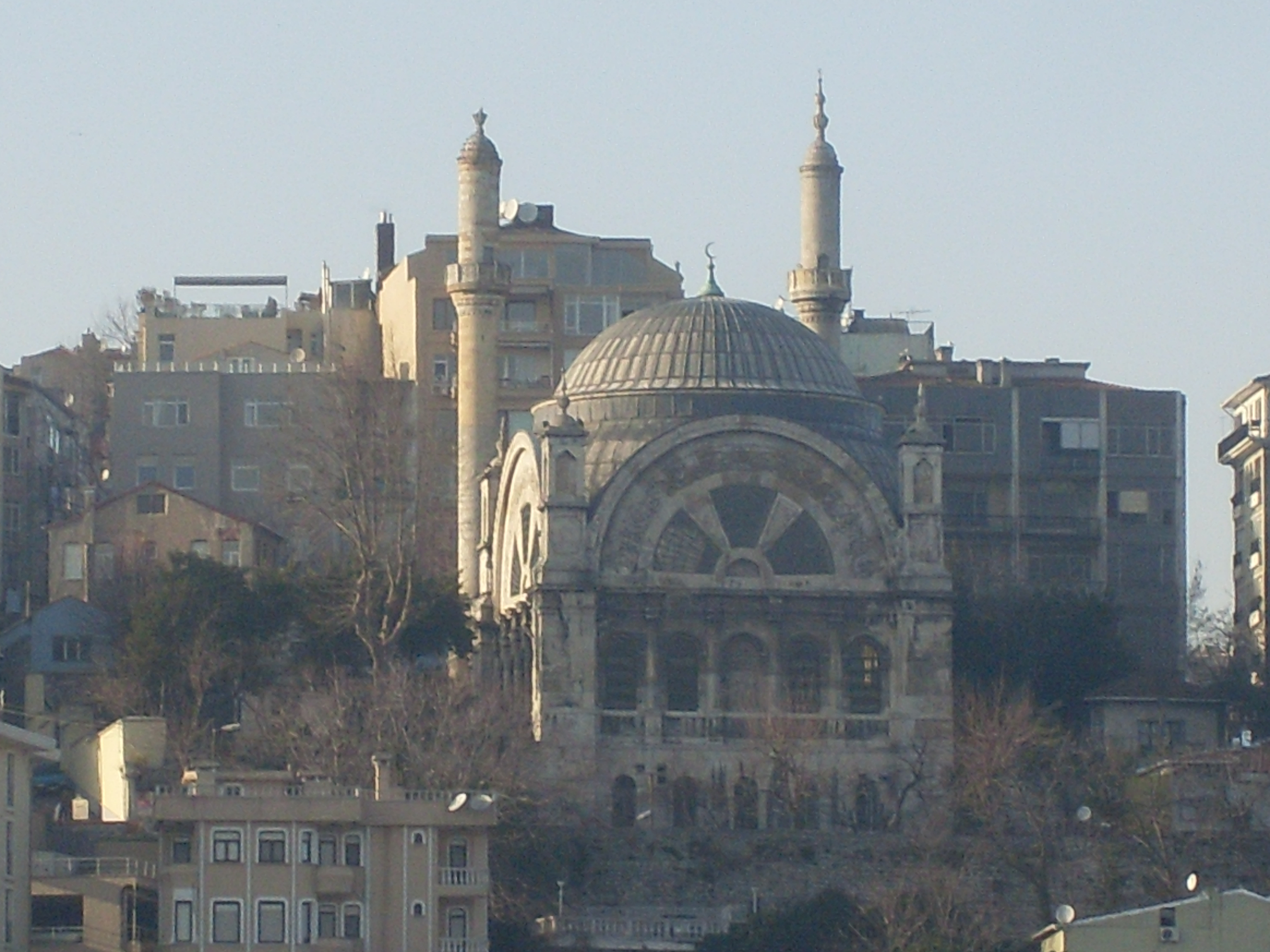
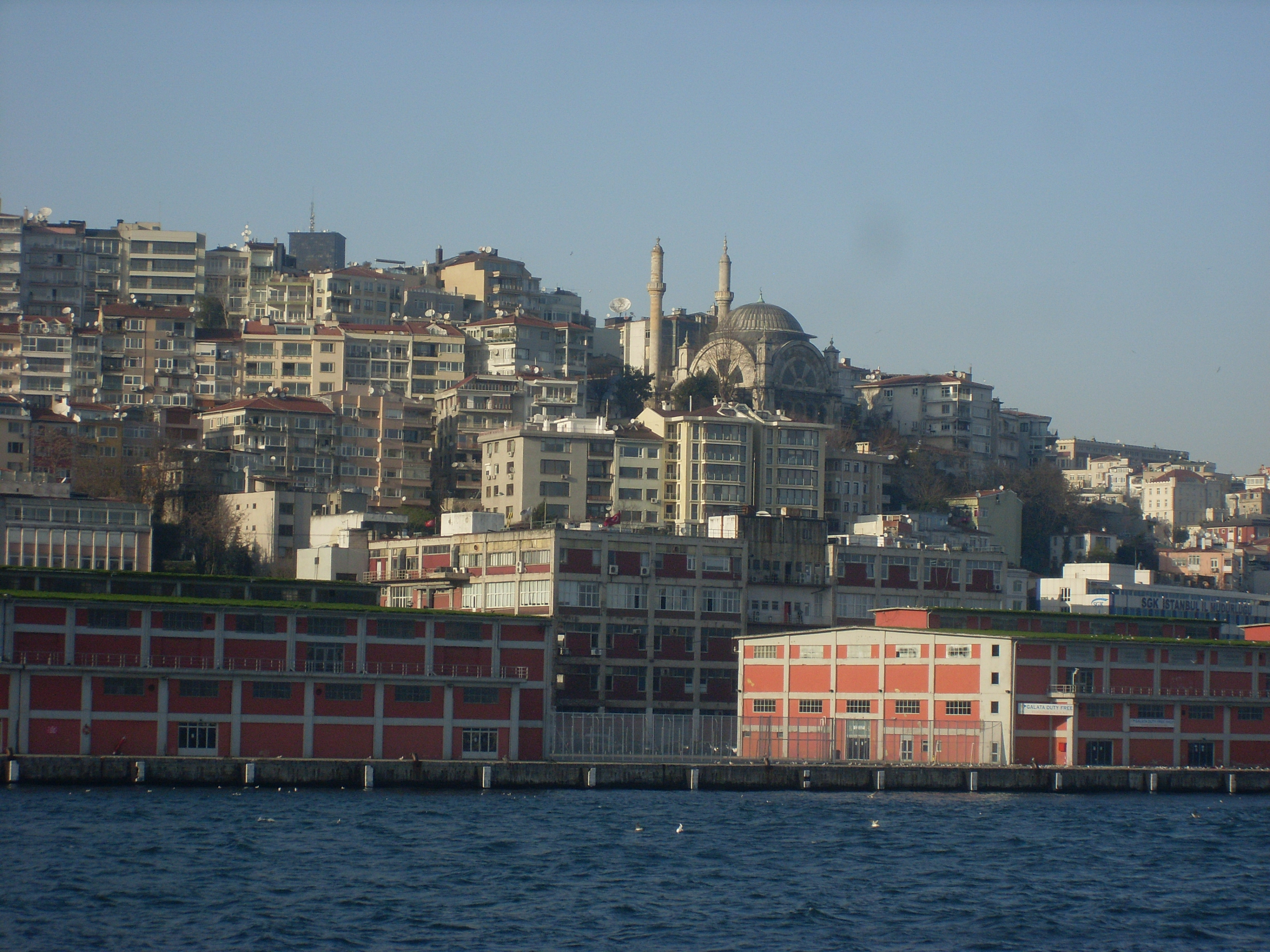
2013
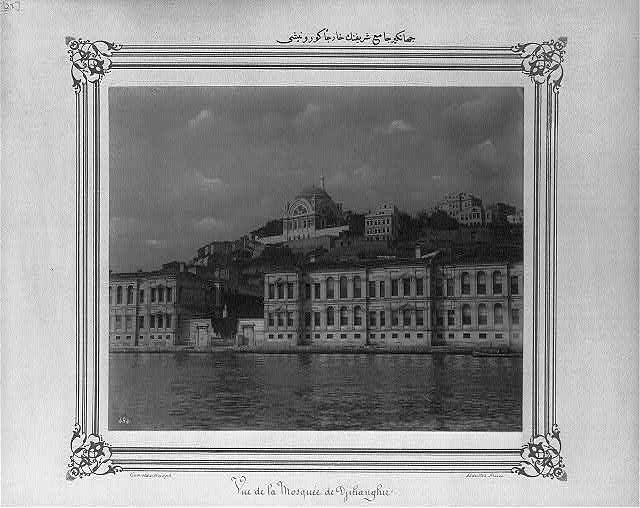
1880-1893